# Zolfo
Lo zolfo (o solfo, come termine antico o letterario) è l'elemento chimico della tavola periodica degli elementi che ha numero atomico 16 e simbolo S (dal latino sulfur). È il secondo elemento del gruppo 16 (gruppo dei calcogeni), posto sotto l'ossigeno e seguíto dal selenio.
È un elemento non metallico abbondante che in condizioni ambiente si presenta come un solido cristallino giallo intenso, inodore, insapore e insolubile in acqua ed elettricamente isolante; è tuttavia solubilissimo in solfuro di carbonio e discretamente solubile in altri solventi apolari o poco polari.  È presente sotto forma di solfuri e solfati in molti minerali e si ritrova spesso nelle regioni con vulcani attivi.
È un elemento essenziale per tutti gli esseri viventi, in cui è presente in due amminoacidi, la cisteina e la metionina, e di conseguenza in molte proteine. In campo industriale si usa soprattutto per produrre fertilizzanti, ma anche polvere da sparo, lassativi, insetticidi e fungicidi. Lo zolfo – in buona parte ricavato come scoria di raffinazione degli idrocarburi – è contenuto in alcuni disinfettanti, trova largo impiego nell'agricoltura per le sue proprietà fungicide, ad esempio per combattere fitopatologie come l'oidio, è presente nella testa dei fiammiferi e nell'ebanite.
Le grandi quantità di carbone bruciate dall'industria e dalle centrali elettriche immettono nell'atmosfera molto biossido di zolfo, che reagisce con l'ossigeno e il vapore acqueo formando acido solforico. Questa sostanza forte ricade a terra con le precipitazioni, dando luogo alle famose piogge acide che acidificano i terreni e le risorse idriche, causando gravi danni all'ambiente di molte regioni industrializzate.

## Storia ed etimologia
Lo zolfo (in sanscrito, sulvere o sulbari; in latino, sulphur o sulfur) era noto già agli antichi, e viene citato nella Genesi. In greco antico, già menzionato da Omero nel IX secolo a.C., è θεῖον (thèion), da cui viene il prefisso tio- che si usa per indicare la presenza di un atomo di zolfo che in una molecola ha preso il posto dell'ossigeno, come ad esempio in tioetere o tioestere.
Alcune fonti fanno derivare il termine zolfo dall'arabo sufra, che vuol dire giallo. In inglese è detto brimstone, "pietra dell'orlo", perché si trova facilmente sul bordo dei crateri dei vulcani..
Nel 424 a.C. una tribù di razziatori distrusse le mura di una città bruciando una miscela di zolfo, carbone e catrame sotto di esse. Gli antichi usavano questo elemento come medicinale, come si fa ancora oggi.
Nel XII secolo i cinesi inventarono la polvere da sparo, che è una miscela di nitrato di potassio (KNO3), carbone e zolfo. I primi alchimisti diedero allo zolfo il suo simbolo alchemico, un triangolo sopra una croce; attraverso i loro esperimenti scoprirono che si poteva combinare con il mercurio. Verso la fine del decennio 1770 Antoine Lavoisier convinse definitivamente la comunità scientifica che lo zolfo era un elemento e non un composto.
L'estrazione dello zolfo iniziò in Sicilia all'inizio del XVII secolo e si sviluppò rapidamente fino a raggiungere nel 1820 la quota di 378 000 tonnellate, pari ai 4⁄5 della produzione mondiale. L'estrazione industriale arrivò al punto che nel 1834 un censimento stimava oltre 200 miniere attive, il cui prodotto veniva spedito via mare in tutta Europa e perfino negli Stati Uniti d'America.
Nel 1867 vennero scoperti vasti giacimenti sotterranei di zolfo in Louisiana e nel Texas; ma essendo lo strato di terreno superficiale formato da sabbie mobili, lo sfruttamento minerario tradizionale non era possibile. Perciò venne ideato un procedimento del tutto nuovo, il processo Frasch, che permetteva l'estrazione del minerale dagli strati profondi mediante l'iniezione di acqua surriscaldata nel sottosuolo. Grazie a questo metodo dal rendimento elevato, lo zolfo americano divenne più competitivo conquistando presto i mercati mondiali.

## Caratteristiche chimico-fisiche

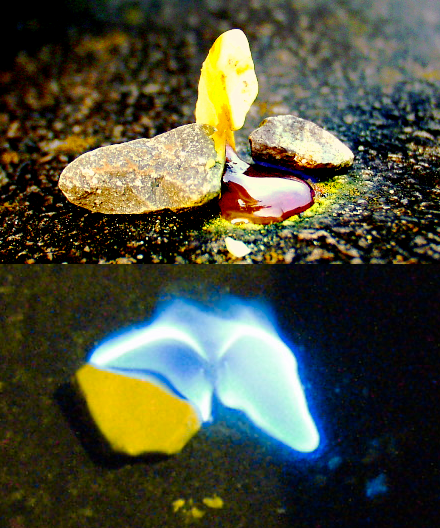
Lo zolfo fuso dá un liquido rosso che diventa più giallo con il raffreddamento. Quando brucia, sviluppa una fiamma blu e Diossido di zolfo, un gas tossico che restringe temporaneamente la trachea.

Lo zolfo è morbido, leggero, ha un colore giallo intenso e un odore caratteristico quando si lega con l'idrogeno (quello di uova marce, il quale non è l'odore dello zolfo in sé, che è inodore, bensì del suo composto acido solfidrico H2S). Brucia con fiamma bluastra che emette un odore caratteristico e soffocante, dovuto al biossido di zolfo (SO2) che si forma come prodotto di combustione. Lo zolfo è insolubile in acqua, ma è solubile in disolfuro di carbonio. Gli stati di ossidazione o valenze più comuni dello zolfo sono −2, +2, +4 e +6.

### Forme allotropiche

Diagramma di fase dello zolfo, indicante le zone di stabilità di alcuni stati di aggregazione dello zolfo.

Esistono più di 30 forme allotropiche dello zolfo.
Lo zolfo gassoso è tipicamente costituito da una molecola biatomica: tale forma allotropica viene detta dizolfo (S2). Allo stato gassoso può esistere anche sotto forma di molecola triatomica, detta trizolfo (S3), che presenta una struttura molecolare simile all'ozono (O3).
Gli atomi dello zolfo cristallino sono in genere riuniti in anelli di 8 atomi; tale struttura è detta cicloottazolfo (S8) e può assumere i seguenti polimorfi:
- zolfo α (o zolfo ortorombico o zolfo rombico); mostra il suo caratteristico colore giallo, è opaco e fragile; questa forma si può preparare per cristallizzazione da una soluzione di zolfo in disolfuro di carbonio (CS2); è stabile al di sotto dei 96 °C;
- zolfo β (o zolfo monoclino); i cristalli sono a forma di ago, cerosi e fragili, sempre di colore giallo; lo zolfo monoclino si può preparare per cristallizzazione da zolfo fuso, ed è stabile fra 96 °C e 119 °C;
- zolfo γ, riscontrabile in natura nella rosickýite (un minerale raro).

Lo zolfo amorfo non contiene cristalli, è duro, scuro ed elastico; questo stato si ottiene per rapido raffreddamento dello zolfo fuso ed è instabile, trasformandosi lentamente in zolfo rombico. La cristallografia a raggi X mostra che tale forma amorfa potrebbe avere forma elicoidale con 8 atomi per anello; anche lo zolfo colloidale e i fiori di zolfo sono forme amorfe che cristallizzano lentamente, sebbene queste due forme consistano di miscele di cristalli rombici e zolfo amorfo.
Analisi di laboratorio tramite HPLC hanno rivelato che lo zolfo naturale contiene principalmente cicloottazolfo (S8), assieme ad una piccola percentuale di cicloeptazolfo (S7) e una percentuale ancora più bassa di cicloesazolfo (S6).
Sono state inoltre create in laboratorio le forme allotropiche S12 e S18.

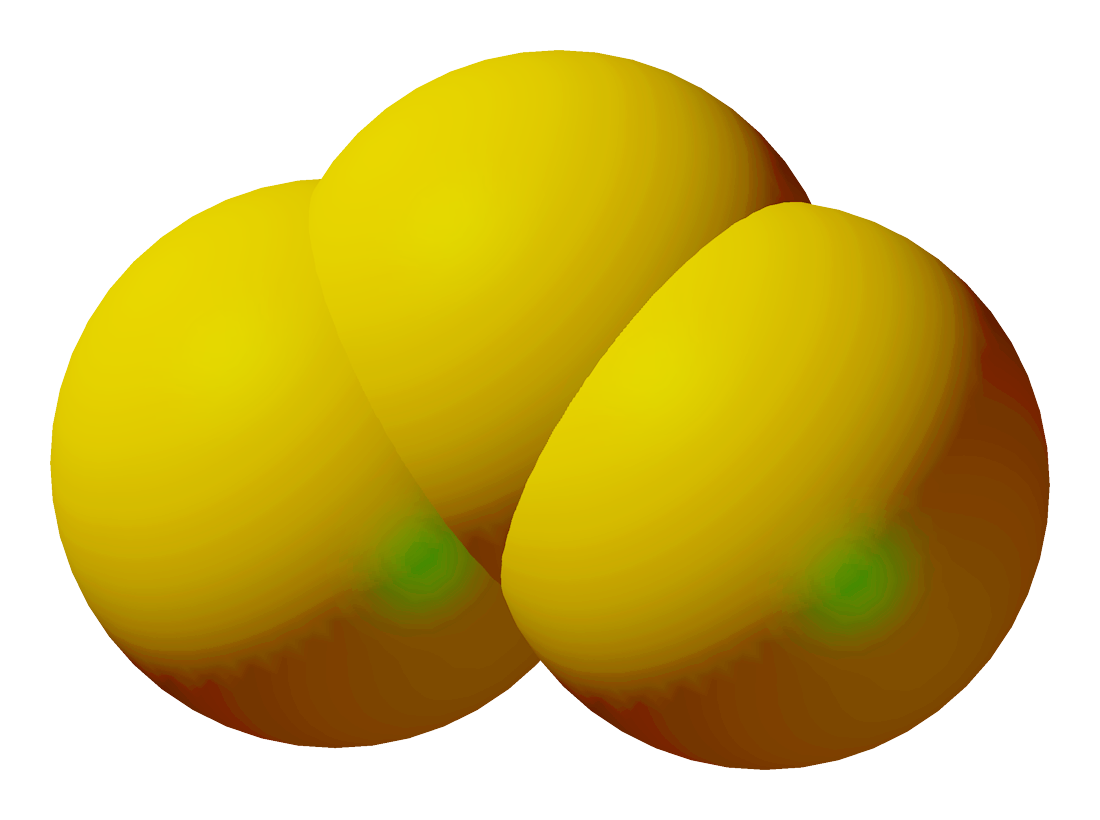
Trizolfo (S_{3})
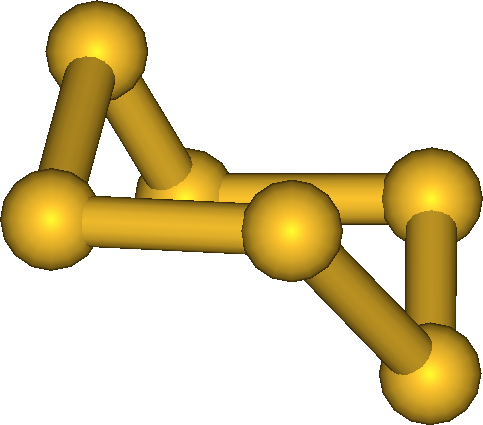
Cicloesazolfo (S_{6})
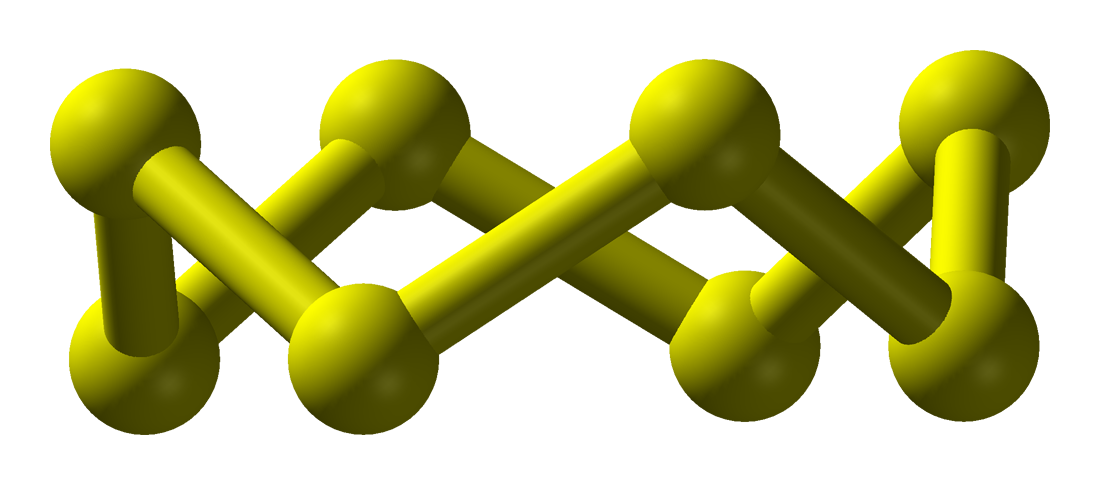
Cicloottazolfo (S_{8})
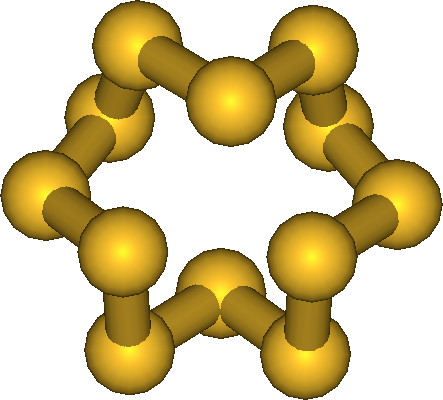
Ciclododecazolfo (S_{12})

- Trizolfo (S3)
- Cicloesazolfo (S6)
- Cicloottazolfo (S8)
- Ciclododecazolfo (S12)

## Isotopi
Dell'elemento zolfo (Z = 16) si conoscono almeno 24 isotopi, con numeri di massa che vanno da A = 26, ad A = 49. Tra questi, quelli presenti in natura, e che sono stabili, sono i quattro isotopi che seguono, con le loro abbondanze relative in parentesi: 32S (95,02%, il più abbondante, con N = 16, numero di neutroni pari a quello dei protoni), 33S (0,75%), 34S (4,21%) e 36S (0,02%). Passando dal primo all'ultimo di questi, l'eccesso dei neutroni sui protoni va da 0 a 4.

### Isotopi stabili
32S, il primo isotopo stabile dello zolfo (oltre che quello di gran lunga più abbondante), è anche l'ultimo nuclide teoricamente stabile ad avere un numero di neutroni uguale a quello dei protoni. Viene formato facilmente nelle esplosioni di supernove e in parte nei nuclei di stelle molto massicce a partire del nuclide carbonio-12 con l'assorbimento in successione di cinque particelle alfa, ossia nuclei di elio; oppure dal silicio-28 con una particella alfa; il relativo meccanismo è detto appunto processo alfa.
Il 33S (spin 3/2) è l'unico isotopo ad avere uno spin nucleare e pertanto, benché svantaggiato dalla scarsa abbondanza naturale e un limitato rapporto giromagnetico, che comportano bassa sensibilità, e da un certo momento di quadrupolo (S > 1/2), che limita la risoluzione della tecnica, è tuttavia assoggettabile alla risonanza magnetica nucleare (33S-RMN) per lo zolfo e i suoi composti, sia in soluzione che allo stato solido.
Il 34S, anche in combinazione con altri isotopi dello zolfo, è usato in studi in geochimica sotto forma di Ca34SO4·2H2O (gesso marcato). Quando i solfuri disciolti precipitano a dare i rispettivi minerali, il ripartirsi degli isotopi tra le fasi liquida e solida può provocare lievi variazioni nel tenore di S-34 in minerali aventi origine simile; queste variazioni possono dare un'indicazione della temperatura alla quale è avvenuta la precipitazione. Le differenze nel contenuto di 13C e 34S di carbonati e solfuri permettono di risalire al pH ed alla fugacità dell'ossigeno del fluido da cui si è formato il minerale. 
Il 36S, il meno abbondante, è adatto allo studio della ridistribuzione isotopica dello zolfo (frazionamento isotopico).

### Isotopi radioattivi
Eccetto il 35S (emivita di circa tre mesi), tutti gli altri isotopi radioattivi dello zolfo hanno emivite inferiori a 3 ore.
Il 30S decade in modalità mista, cattura elettronica/emissione di positrone (ε/β+; 0,07% / ≈100%), in realtà quasi solo in quest'ultima modalità, con emissione di un neutrino elettronico, per dare fosforo-30 (Q = 5.116 keV, T1/2 = 1,178 secondi); questo è instabile e decade a sua volta con le stesse modalità dando il silicio-30, che è stabile.
Il 31S (spin 1/2) decade con le stesse modalità del precedente (Q = 4.3740 keV, T1/2 = 2,572 secondi) per dare fosforo-31, l'unico isotopo stabile del fosforo.
Il 35S (spin 1/2), che viene dopo i primi tre isotopi stabili e prima dell'ultimo stabile, decade in modalità β− (Q = 167,18 keV, T1/2 = 87,51 giorni) per dare il cloro-35, stabile. Esso si forma dalla spallazione dei nuclei di argon-40 causata dall'impatto dei raggi cosmici nell'alta atmosfera e pertanto è presente in tracce nella miscela isotopica dell'elemento.
Il 37S (spin 7/2-) decade in modalità β− (Q = 4.865 keV, T1/2 = 5,05 minuti) con emissione di un elettrone e un antineutrino, per dare il cloro-37, stabile.
Il 38S decade analogamente in modalità β− (Q = 2.937 keV, T1/2 = 2,84 ore) per dare il cloro-38; questo è instabile e decade a sua volta con la stessa modalità dando l'argon-38, che è stabile.
Nella maggior parte degli ecosistemi forestali il solfato proviene principalmente dall'atmosfera; a questo si somma quello del dilavamento dei minerali. La composizione isotopica dello zolfo permette di risalire alle fonti di esso, naturali o artificiali. Lo zolfo arricchito di un particolare isotopo viene usato come tracciante in studi idrologici. Anche una differenza nelle quantità naturali a volte è utile per studi del genere.

## Disponibilità

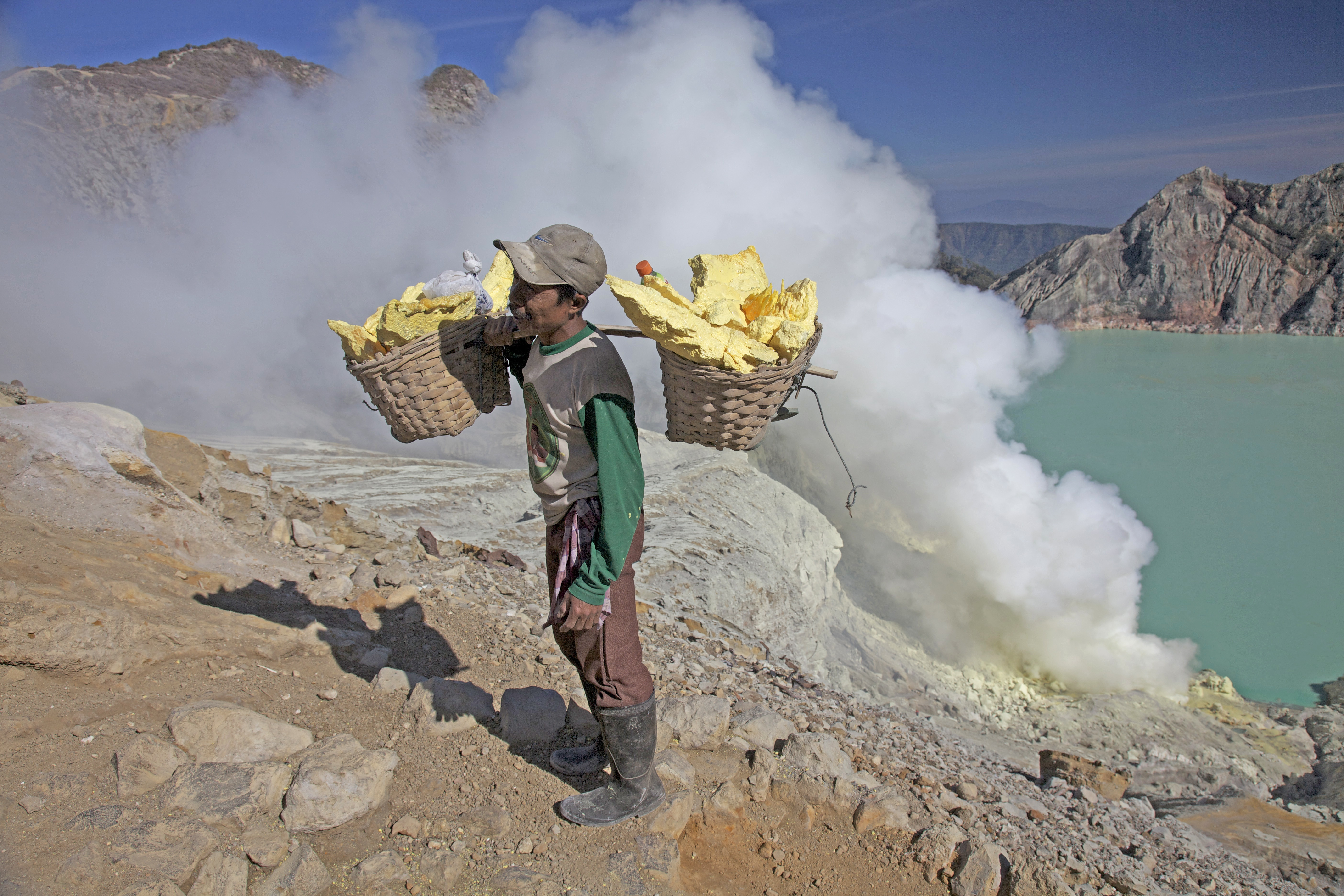
Un raccoglitore di zolfo a Kawah Ijen, in Indonesia.

Lo zolfo è diffuso in natura per lo più legato ad altri elementi nei solfuri (ad esempio, la pirite è un solfuro di ferro) e nei solfati (il gesso e l'alabastro sono solfati di calcio). Si trova allo stato nativo nelle vicinanze di sorgenti calde e di vulcani. Oltre alla pirite, tra i minerali contenenti zolfo si annoverano il solfuro di mercurio(II) o cinabro, il solfuro di piombo(II) o galena, il solfuro di zinco e ferro(II) o sfalerite ed il solfuro di antimonio(III), detto antimonite o stibnite.
In piccole quantità può essere trovato anche nel carbone e nel petrolio, dalla cui combustione viene trasformato in biossido di zolfo, il quale in presenza dell'ossigeno e dell'umidità dell'aria si trasforma in acido solforico e rende acida la pioggia. Lo zolfo viene eliminato dai carburanti perché diminuisce l'efficienza delle marmitte catalitiche.
Lo zolfo estratto dai combustibili fossili rappresenta una buona parte della produzione totale; ad esso si aggiunge quello estratto dalle miniere. Si estrae mediante il processo Frasch che consiste nel pompare nel giacimento di zolfo una miscela di aria compressa e vapore acqueo surriscaldato. Il vapore fonde lo zolfo, ed esso viene spinto in superficie dalla pressione dell'aria.
Attraverso il suo principale composto, l'acido solforico, lo zolfo è uno degli elementi più importanti usati come materia prima per l'industria; è fondamentale per qualunque settore dell'industria chimica. La produzione di acido solforico è la principale destinazione dello zolfo, e il consumo di acido solforico è spesso considerato indice del grado di industrializzazione di uno stato.
Il caratteristico colore della superficie di Io, una luna di Giove è dovuto alla presenza di diverse forme di zolfo, sia liquide che solide che gassose. Si ipotizza che anche un'area scura vicino al cratere lunare Aristarco possa essere un deposito di zolfo. È stato trovato anche in numerosi tipi di meteoriti.
| I maggiori produttori di zolfo nel 2019 | I maggiori produttori di zolfo nel 2019 | I maggiori produttori di zolfo nel 2019 |
| Posizione                               | Paese                                   | Produzione (milioni di tonnellate)      |
| --------------------------------------- | --------------------------------------- | --------------------------------------- |
| 1                                       | Cina                                    | 17,5                                    |
| 2                                       | Stati Uniti                             | 8,7                                     |
| 3                                       | Russia                                  | 7,5                                     |
| 4                                       | Canada                                  | 6,9                                     |
| 5                                       | Arabia Saudita                          | 6,5                                     |
| 6                                       | India                                   | 3,6                                     |
| 7                                       | Kazakistan                              | 3,5                                     |
| 8                                       | Giappone                                | 3,4                                     |
| 9                                       | Emirati Arabi Uniti                     | 3,3                                     |
| 10                                      | Corea del Sud                           | 3,0                                     |
| 11                                      | Iran                                    | 2,2                                     |
| 12                                      | Qatar                                   | 1,8                                     |
| 13                                      | Cile                                    | 1,5                                     |
| 14                                      | Polonia                                 | 1,1                                     |
| 15                                      | Australia                               | 0,9                                     |
| 16                                      | Kuwait                                  | 0,8                                     |
| 17                                      | Finlandia                               | 0,7                                     |
| 18                                      | Germania                                | 0,6                                     |
| 19                                      | Italia                                  | 0,5                                     |
| 20                                      | Paesi Bassi                             | 0,5                                     |
| 21                                      | Brasile                                 | 0,5                                     |

## Applicazioni
Lo zolfo si usa in molti processi industriali, il più importante di cui è la produzione di acido solforico (H2SO4) per batterie e detergenti, nonché di acido solforoso (H2SO3). Altri sono la produzione di polvere da sparo e la vulcanizzazione della gomma. Si usa anche come fungicida e nella manifattura di fertilizzante fosfatico. I solfiti vengono adoperati per sbiancare la carta e come conservanti nella frutta secca; altri usi sono nelle teste dei fiammiferi e nei fuochi d'artificio. 
Il tiosolfato di sodio o di ammonio trova impiego in fotografia come fissante per pellicole o stampe fotografiche. La cosiddetta "magnesia", un solfato idrato di magnesio, funge da lassativo, esfoliante o concime specifico per suoli carenti di magnesio. Un'applicazione curiosa è quella dei candelotti di zolfo nella medicina popolare ligure per trovare il punto in cui la schiena è tesa o tirata. Sotto forma di polisolfuri viene impiegato come additivo EP (estrema pressione) negli oli per trasmissioni, mentre sotto forma di dialchilditiofosfato di zinco (ZDDP) come additivo antiossidante e antiusura negli oli motore.
Lo zolfo è spesso associato al vulcanismo in particolare alle fumarole ed alle solfatare.
Può creare dei sali come il solfato di rame(II) (CuSO4), utilizzato in agricoltura, che può ossidare qualche elemento riducente come ferro (Fe) e zinco (Zn) oppure può essere riscaldato con il solfato di rame ottenendo il solfuro di rame(II) (CuS).

## Funzione biologica
I due amminoacidi essenziali proteinogenici cisteina e metionina, nonché gli amminoacidi omocisteina e taurina contengono zolfo, come anche alcuni enzimi molto comuni; questo rende lo zolfo un elemento indispensabile alla vita di qualsiasi cellula. I ponti disolfuro fra polipeptidi sono estremamente importanti per l'assemblaggio e la struttura delle proteine. Alcune forme di batteri usano il solfuro di idrogeno (o acido solfidrico in soluzione acquosa, H2S) al posto dell'acqua come donatore di elettroni in un primitivo processo fotosintetico.
Lo zolfo è assorbito dalle piante sotto forma di ione solfato. Lo zolfo inorganico forma degli aggregati ferro-zolfo, e sempre dello zolfo è il legame-ponte sito CuA della citocromo c ossidasi.

## Composti dello zolfo
Tra i composti dello zolfo si annoverano:
- Anidridi
  - l'anidride solforosa (SO2);
  - l'anidride solforica (SO3);
- Solfati (SO4)
- Acidi
  - l'acido forte acido solforico (H2SO4)= SO3 + H2O;
  - l'acido debole acido solforoso (H2SO3)= SO2 + H2O. Un altro composto derivato dal biossido di zolfo è lo ione pirosolfito (S2O2−5);
  - il gas solfuro d'idrogeno (H2S). In soluzione acquosa l'acido debole acido solfidrico;
  - gli acidi politionici, (H2SnO6), dove n può andare da 3 a 80;
  - l'acido solforico reagisce con SO3 in rapporto equimolare per formare acido pirosolforico;
  - gli acidi perossimonosolforico e perossodisolforico, ottenuti rispettivamente dall'azione di SO3 e di H2SO4 su H2O2 concentrato.
- Solfossidi e solfoni, caratterizzati rispettivamente da uno o due atomi di ossigeno legati con un legame doppio ad un atomo di zolfo.
- Sali, come i solfuri (o tioeteri), i solfati, i solfiti e i tiosolfati. In caso di solfuri simmetrici si premette il prefisso di- (disolfuri). Alcuni esempi sono il solfuro di ferro (FeS), il solfito di sodio (Na2SO3), il solfato di calcio (CaSO4, ovvero il gesso) e il solfato di magnesio (MgSO4, noto anche come "sale inglese");
  - ditionito di sodio, Na2S2O4, un potente agente riducente;
  - I tiosolfati (S2O2−3). Sono usati come fissativi fotografici e come agenti riducenti, e si sta studiando l'uso del tiosolfato di ammonio nell'estrazione mineraria dell'oro al posto del cianuro[30];
  - I solfati, i sali dell'acido solforico; la magnesia è solfato di magnesio;
  - gli idrogenosolfati, i sali acidi dell'acido solforico;
  - i solfuri sono composti semplici dello zolfo con alcuni altri elementi chimici;
  - gli idrogenosolfuri, i sali acidi dell'acido debole solfuro d'idrogeno;
  - i sali di solfonio: sono composti che contengono cationi in cui tre gruppi idrocarburici sono legati allo zolfo (S). Nei sali di solfonio la neutralità elettrica deve essere rispettata e pertanto il catione solfonio è associato ad un anione ma non per legame covalente. Le proprietà dei sali di solfonio sono le stesse tipiche dei sali inorganici.

Disciolto in acqua lo zolfo dà un pH = 4,5 (K1: 9,6×10−8) e reagisce con i metalli formando una serie di idrogenosolfuri e solfuri. Tali solfuri sono spesso estremamente poco solubili in acqua e si trovano spesso in natura, in particolare il solfuro di ferro, che costituisce la pirite (che presenta proprietà di semiconduttore), un minerale color giallo dorato detto oro degli sciocchi.
- Il tetranitruro di tetrazolfo S4N4.
- Composti dell'acido ditionico (H2S2O6).
- Le tiocianine sono composti contenenti lo ione tiocianato, SCN−.
- Il gas tiocianogeno, (SCN)2.
- Un tioetere è una molecola con la forma R-S-R', dove R e R' sono gruppi organici. Sono l'equivalente solforico degli eteri.
- I tioli (anche detti mercaptani o tioalcoli) sono composti che presentano il gruppo funzionale -SH. I mercaptani bollono a temperature più basse degli alcoli corrispondenti, ed hanno odori sgradevoli.
- Uno ione tiolato è una molecola con un gruppo funzionale R-S-. Sono gli equivalenti solforici degli ioni alcossido.
- Lo zolfo è quasi sempre legato all'ossigeno, perché sono praticamente simili.

Molti composti dello zolfo sono analoghi ai composti dell'ossigeno, con i quali hanno una nomenclatura simile; ad esempio:
| Composti dello zolfo             | Gruppo funzionale | Composti dell'ossigeno | Gruppo funzionale |
| -------------------------------- | ----------------- | ---------------------- | ----------------- |
| tioalcoli (o tioli o mercaptani) | -SH               | alcoli                 | -OH               |
| tioeteri (o solfuri)             | -S-               | eteri                  | -O-               |
| acidi solfinici                  | SOOH              | acidi carbossilici     | COOH              |

I legami zolfo-ossigeno possono essere formulati come legami doppi, in modo che il guscio esterno dello zolfo viene ad avere 10 o 12 elettroni.
Molti degli odori sgradevoli di tutta la chimica organica sono originati da composti contenenti zolfo, come il solfuro d'idrogeno acquoso e il diossido di zolfo, con il loro fetore caratteristico di uova marce.
La galena, un minerale di solfuro di piombo, fu il primo semiconduttore mai scoperto, usato come rettificatore di segnale nei primissimi apparecchi radio (radio a galena). Il nitruro di zolfo polimerizzato ha proprietà metalliche anche se non contiene atomi di metallo; inoltre possiede proprietà ottiche ed elettriche del tutto insolite.
Nei legami organici lo zolfo si unisce specialmente all'ossigeno, al carbonio e all'idrogeno, meno frequentemente all'azoto e alogeni.
Alcune proteine contengono il gruppo solfidrilico (-SH) e legami S-S, mentre la penicillina ha un gruppo tietereo. Anche l'aroma pungente della cipolla è dovuto ad alcuni solfuri. Gli acidi solfonici sono acidi forti, comparabili all'acido solforico. Questa proprietà unita alla loro alta solubilità li rende molto utili come catalizzatori acidi in reazioni organiche. Anche molti coloranti e detergenti sono acidi solfonici o loro sali. Inoltre esistono legami zolfo-ossigeno tra cui i solfossidi R-S=O e i solfoni. Ci sono anche gli acidi solfinici.

## Precauzioni
Molti composti dello zolfo sono tossici o corrosivi. Il solfuro di carbonio, l'acido solforico, l'acido solfidrico e il biossido di zolfo vanno maneggiati con particolare cura.
Benché il biossido di zolfo sia sufficientemente innocuo da poter essere usato in piccole quantità come additivo alimentare, in concentrazioni abbastanza elevate in atmosfera reagisce con l'umidità a dare acido solforoso che, se respirato, provoca emorragie nelle vie respiratorie con rischio di soffocamento.
Il solfuro d'idrogeno è molto tossico: a piccole concentrazioni (nell'ordine di poche ppm) ha un caratteristico sgradevole olezzo di uova marce, mentre l'esposizione a quantità relativamente elevate ottunde rapidamente il senso dell'olfatto, rendendo le potenziali vittime inconsapevoli della sua presenza.